# (10130) Ardre
(10130) Ardre – planetoida z pasa głównego asteroid okrążająca Słońce w ciągu 3 lat i 62 dni w średniej odległości 2,16 j.a. Została odkryta 19 marca 1993 roku w Europejskim Obserwatorium Południowym w programie UESAC. Nazwa planetoidy pochodzi od Ardre, małej parafii na wschodnim brzegu Gotlandii. Przed nadaniem nazwy planetoida nosiła oznaczenie tymczasowe (10130) 1993 FJ50.